# Roux-Combaluzier
Ne doit pas être confondu avec Drieux-Combaluzier.
Pour les articles homonymes, voir Combaluzier et Roux.

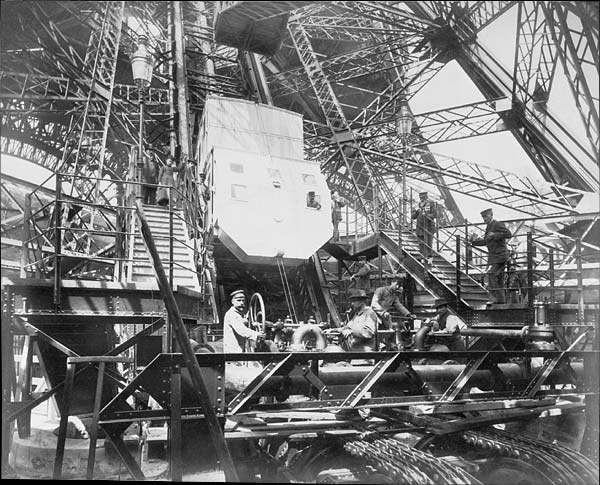
Ascenseur Roux, Combaluzier et Lepape de la tour Eiffel.

Roux-Combaluzier, initialement Roux, Combaluzier et Lepape,  est une entreprise d'ascenseurs fondée en 1876 par Félix Roux et Jean Combaluzier, deux ingénieurs des Arts et Métiers, et disparue en 1969. 

## Histoire
Pionnière dans le secteur de l'ascenseur, qui commence à se développer sous l'impulsion des sociétés américaine Otis, suisse Schindler et française Edoux, elle a participé notamment aux premiers équipements en ascenseurs de la tour Eiffel. Ses deux ascenseurs, desservant le premier étage, permettent de transporter 2 400 personnes à l'heure, soit trois fois plus que les ascenseurs Otis desservant la Tour jusqu'au deuxième étage. Le modèle reçoit le grand prix de l'exposition universelle en 1900— date à laquelle il est d'ailleurs remplacé à la Tour Eiffel par des Fives-Lille — et il est retenu comme équipement de dernier cri pour équiper la Maison des  Belges à la Cité universitaire de Paris.
Elle est reprise en 1969 par le groupe Schindler pour former RCS (Roux-Combaluzier-Schindler), devenu Schindler SA en 1992,.

## Dans la culture populaire
Dans la langue populaire ou familière, « Roux et Combaluzier » a longtemps été le synonyme d'une sorte de gémellité, avec une nuance de rudesse reliée à l'industrie métallurgiste. Frédéric Dard a utilisé cette expression pour moquer la poitrine d'une femme ou pour décrire des couples de policiers. André Franquin en a fait deux personnages de bande dessinée Ducran et Lapoigne, deux ingénieurs des travaux publics de l'univers de Gaston Lagaffe. Georges Perec fait de « Roux et Combaluzier » une référence bibliographique fictive dans son pastiche Cantatrix Sopranica L. Boris Vian imagine un « ascenseur Roux-Conciliabuzier » en référence assumée au fabricant dans L'Automne à Pékin et emploie le nom Combaluzier avec d'autres noms de fabricants d'ascenseur dans sa Java des chaussettes à clous (« gendarme Edoux-Samain, gendarme Otis-Pifre, gendarme Combaluzier »).
Le fondateur de la société ne doit pas être confondu avec un autre Jean Combaluzier qui crée en 1948 sa propre société spécialisée dans la fabrication, la modernisation et l’entretien d’ascenseurs pour les immeubles parisiens, la SNC Jean Combaluzier, devenue après fusion Drieux-Combaluzier (aujourd'hui propriété du groupe ThyssenKrupp).